# Невидимка (озеро)
Невиди́мка — високогірне озерце льодовикового походження в урочищі Гаджина на масиві Чорногора в Українських Карпатах у Верховинському районі Івано-Франківської області.
Розміщене в межах Карпатського національного природного парку.
Водойма розташована серед стадіальних морен. Всуціль оточена заболоченими заростями сосни сланкої — жерепу, які приховують краєвид на це озеро. Поєднує потічком озерця Плоске і Жерепове (а через нього і Холодне) та є найменшим у цій групі водойм урочища Гаджина.

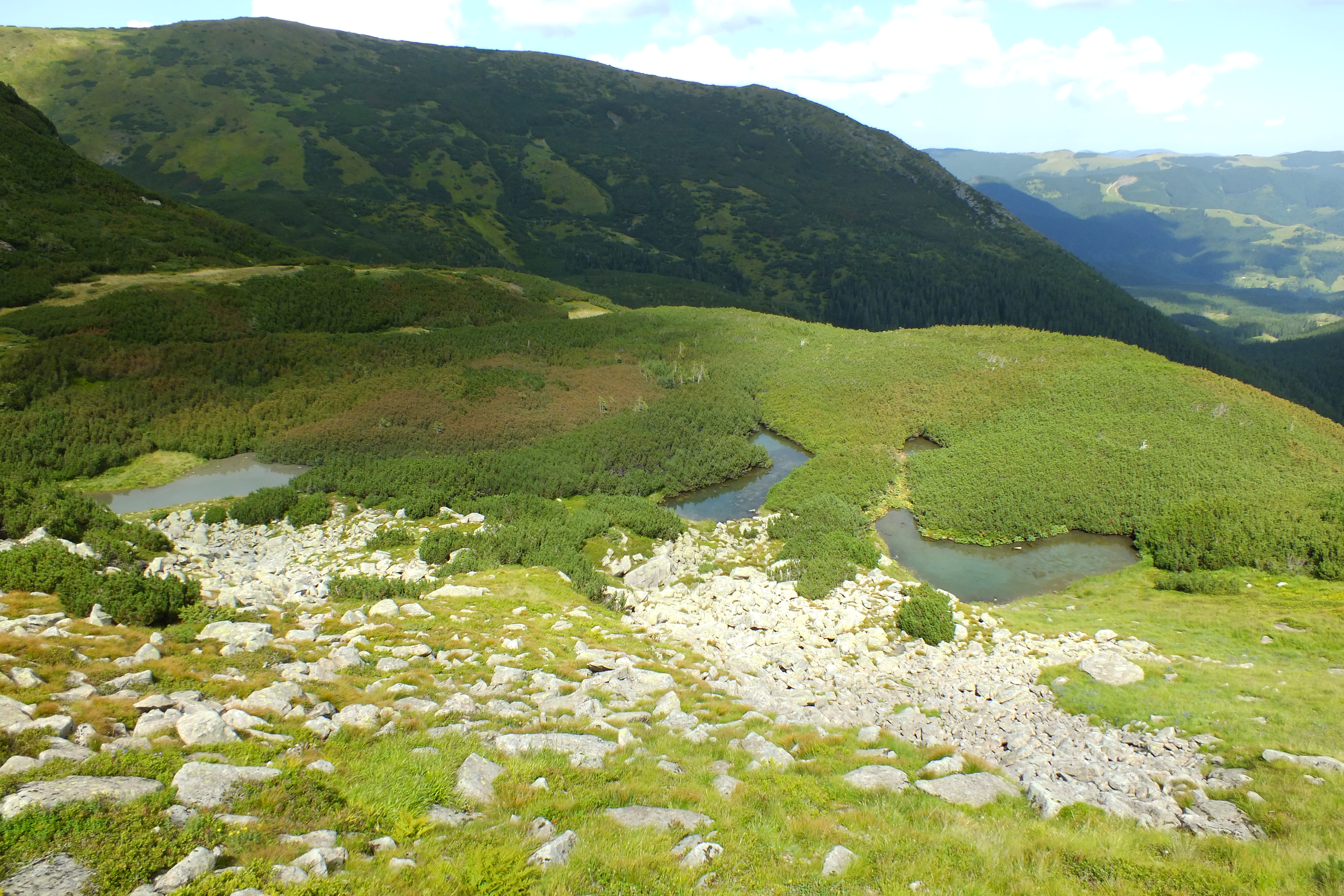
Група озерець Плоске, Жерепове, Невидимка, Холодне
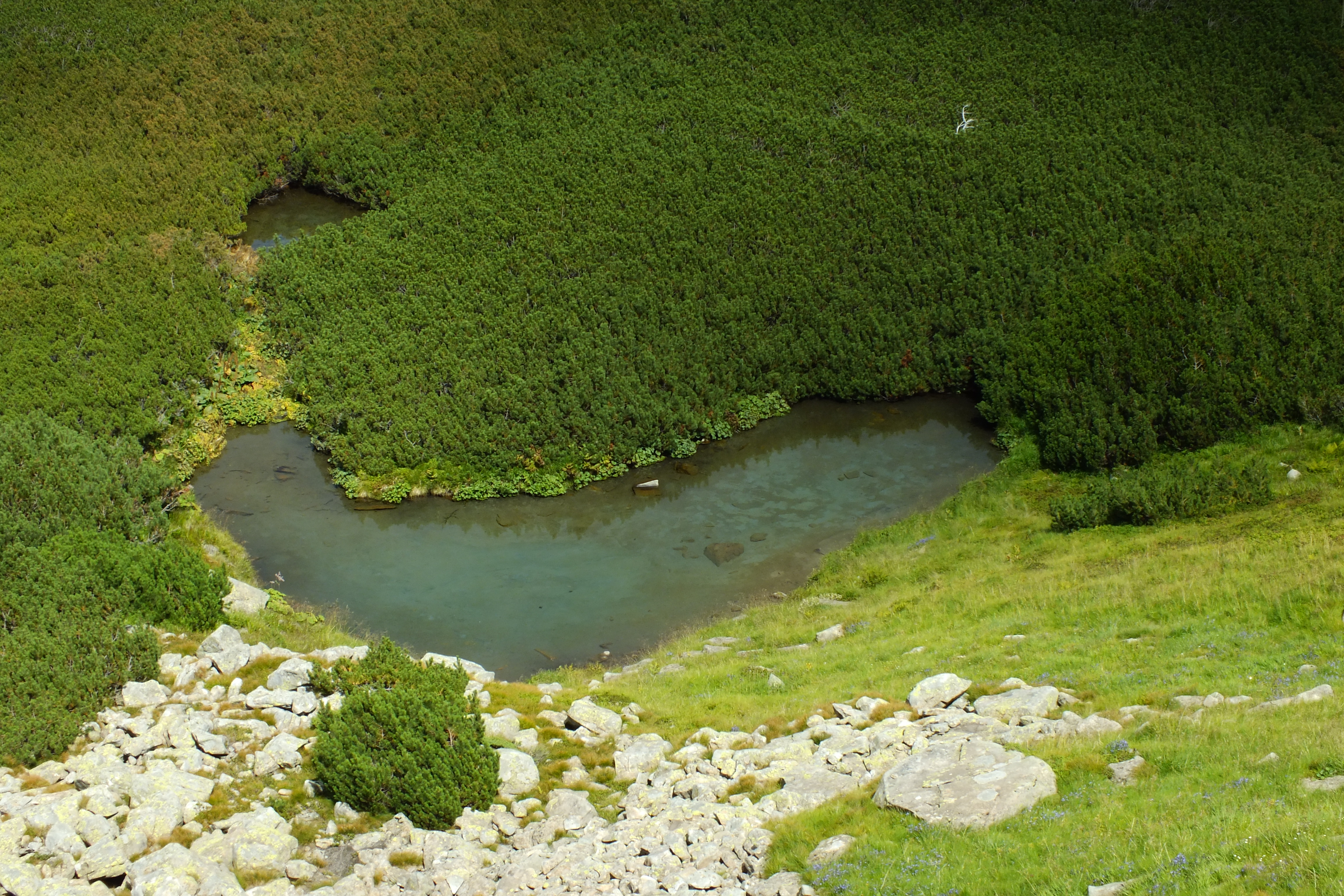
Озерце Невидимка на задньому плані за озерцем Холодне